# Río Banias
El río Banias (llamado a veces río Hermón) es un río de Oriente Próximo, que nace en la ladera meridional del monte Hermón, en los Altos del Golán. Confluye con los ríos Dan y Hasbani al norte del valle de Jule, en Israel, para formar el río Jordán. Se alimenta de una serie de arroyos y manantiales estacionales, y su principal afluente es el uadi al-Asl (también llamado Sion), cuya fuente mana a 1000 metros de altitud. La cuenca de drenaje del Banias cubre un área de 150 km². Su caudal es muy irregular y varía de 63 a 190 millones de metros cúbicos al año, con una media de 117 millones de metros cúbicos al año.